# Windham, Connecticut
Windham, kommun (town) i Windham County, Connecticut, USA som år 2000 hade cirka 22 860.